# Гавел, Милан
Милан Гавел (чеш. Milan Havel; род. 7 августа 1994[…], Прага) — чешский футболист, защитник клуба «Виктория»  и сборной Чехии.

## Клубная карьера
Гавел начал карьеру в клубе «Богемианс 1905». 5 июня 2013 года в матче против «Баника» из Соколова он дебютировал во Второй лиге Чехии. В своём дебютном сезоне Милан помог клубу выйти в элиту. 7 марта 2015 года в матче против «Пршибрама» он дебютировал в Гамбринус лиге. В 2016 году в поединке против «Зброёвки» Гавел забил свой первый гол за «Богемианс 1905».
Летом 2017 года Милан перешёл в «Викторию» из Пльзеня. 25 июля в отборочном матче Лиги чемпионов против румынского «Стяуа» Гавел дебютировал за новую команду. 1 октября в поединке против своего бывшего клуба «Богемианс 1905» Гавел забил свой первый гол за «Викторию». В своём дебютном сезоне он стал чемпионом страны.

## Международная карьера
В 2017 году в составе молодёжной сборной Чехии Гавел принял участие в молодёжном чемпионата Европы в Польше. На турнире он сыграл в матчах против команд Германии, Италии и Дании.
8 сентября 2021 года дебютировал за главную сборную Чехии в товарищеском матче против сборной Украины.

### Статистика выступлений за сборную
| Матчи за сборную Чехии | Матчи за сборную Чехии | Матчи за сборную Чехии | Матчи за сборную Чехии | Матчи за сборную Чехии | Матчи за сборную Чехии  | Матчи за сборную Чехии |
| ---------------------- | ---------------------- | ---------------------- | ---------------------- | ---------------------- | ----------------------- | ---------------------- |
| №                      | Дата                   | Оппонент               | Счёт                   | Голы                   | Соревнование            |                        |
| 1                      | 8 сентября 2021        | Украина                | 1:1                    | -                      | Товарищеский матч       |                        |
| 2                      | 24 марта 2022          | Швеция                 | 0:1                    | -                      | Отборочный матч ЧМ-2022 |                        |
| 3                      | 5 июня 2022            | Испания                | 2:2                    | -                      | Лига наций 2022/23      |                        |
| 4                      | 9 июня 2022            | Португалия             | 0:2                    | -                      | Лига наций 2022/23      |                        |
| 5                      | 27 сентября 2022       | Швейцария              | 1:2                    | -                      | Лига наций 2022/23      |                        |

## Достижения
Командные
 Виктория Пльзень
- Чемпион Чехии (2):  2017/18, 2021/22